# Henry Hughes
Henry Hughes é um cineasta americano. Como reconhecimento, foi nomeado ao Oscar 2016, na categoria de Melhor Curta-metragem por Day One.